# Pandemia de COVID-19 no Kosovo
Este artigo documenta os impactos da pandemia de coronavírus de 2020 no Kosovo e pode não incluir todas as principais respostas e medidas contemporâneas.

## Linha do tempo
Em 13 de março, os primeiros casos foram confirmados no país, sendo o primeiro um homem de 77 anos de idade de Vitia e uma jovem italiana na idade dos 20 anos, que trabalhou em Klina pela Caritas Kosova. Vitia e Klina estão em quarentena após os primeiros casos de coronavírus nas regiões. O governo de Kosovo decidiu bloquear as entradas e as saídas das duas cidades.
Em 14 de março, o caso foi confirmado, sendo um membro da família do já infectado de 77 anos. No mesmo dia, dois outros casos foram confirmados, sendo um homem de 47 anos de Vitia e uma mulher de 37 anos de Malisheva. Após o primeiro caso em Malisheva, Albin Kurti, primeiro-ministro do Kosovo, decidiu colocar a cidade em quarentena.
Em 15 de março, 4 novos casos foram confirmados, sendo 3 de Malisheva e um de Podujeva. Após os casos, o Ministro da Saúde solicitou ao governo do país que colocasse o país em estado de emergência.